# Johannes Virolainen
Johannes Virolainen, född 31 januari 1914 i Yläsommee, Viborgs landskommun (nu Sverdlovo, Leningrad oblast, Ryssland), död 11 december 2000 i Lojo, var en finländsk politiker (Agrarförbundet/Centerpartiet). Virolainen var statsminister 1964–1966; han var därtill minister i ett tiotal regeringar, bland annat utrikesminister och finansminister. 

## Biografi
Virolainen föddes i en småbrukarfamilj från Karelska näset, som efter fortsättningskriget avträddes till Sovjetunionen. Efter studentexamen 1932 fortsatte han sina studier i lantbruksekonomi vid Helsingfors universitet, där han disputerade 1950. Under andra världskriget var Virolainen anställd som statstjänsteman i Viborg. År 1944 utnämndes han till avdelningschef vid inrikesministeriet, med uppgift att hantera de order som den allierade kontrollkommissionen utfärdade angående den finländska befolkningen i Ingermanland. 
Virolainen blev 1945 invald i riksdagen för Agrarförbundet. Från början av sin politiska karriär stod han mycket nära Urho Kekkonen, och 1950 tilldelades han en ministerpost inom inrikesministeriet i Kekkonens första regering. Under 1950-talet var Virolainen vid olika tillfällen utbildningsminister, utrikesminister och vice statsminister. Han innehade bland annat utrikesministerposten i Karl-August Fagerholms tredje regering 1958–1959, under den period av försämrade relationer till Sovjetunionen som kommit att kallas för nattfrosten; detta ledde till Virolainens avgång som utrikesminister i december 1958, och till regeringens fall följande månad. Nattfrosten följdes av konflikter inom Agrarförbundet mellan Virolainen och partiordföranden V.J. Sukselainen å ena sidan, och anhängare av den så kallade K-linjen under ledning av Kekkonen och Ahti Karjalainen. K-linjens anhängare uppfattade Virolainen som en stark politisk rival, och betraktade honom även som utrikespolitiskt opålitlig i förhållande till Paasikivi–Kekkonen-linjen. 
År 1964 bildades en borgerlig majoritetsregering med Virolainen som statsminister. Under hans mandatperiod genomfördes flera reformer på det utbildningspolitiska området; bland annat i form av en omdaning av Finlands akademi 1964, samt genom att påbörja ett arbete för att grunda flera nya universitet i landet. Som utbildningsminister i Mauno Koivistos regering 1968–70 drev Virolainen frågor om utökad demokrati inom utbildningsväsendet, bland annat genom att föreslå en omorganisering av högskolornas förvaltning. Han ansåg de nära och goda relationerna mellan Finland och de andra nordiska länderna, särskilt Sverige, mycket viktiga. Till stor del var det han som påverkade att svenska språket blev ett obligatoriskt ämne i den finskspråkiga grundskolan i och med grundskolereformen 1972-1981.
Åren 1972–1975 fick Virolainen en framträdande roll som finansminister i den av Kalevi Sorsa ledda koalitionsregeringen mellan Socialdemokraterna och Centerpartiet (som Agrarförbundet kallat sig sedan 1965). Denna period präglades av stark inflation och en hastig ökning av statens skatteinkomster, vilket gav utrymme att fördela de ekonomiska medlen till de båda regeringspartiernas undergrupper; regeringens framgångar ledde till att den uppfattades som ett hot mot president Kekkonens inflytande, varför han lät upplösa den 1975. 
Konflikten mellan Kekkonen och Virolainen kan sägas ha kulminerat med den så kallade midsommarbomben 1979, då Virolainen, nu talman i riksdagen, väckte Kekkonens vrede efter uttalanden i en intervju med Suomen Kuvalehti. Virolainen hade hävdat att Samlingspartiet, trots sin seger i riksdagsvalet samma år, lämnats utanför regeringsbildningen av "allmänna, inte interna, orsaker", det vill säga Sovjetunionens aversion mot partiet. Som svar på detta sade Kekkonen att Virolainen "gett ett falskt vittnesbörd om Finlands utrikespolitik och internationella ställning", och menade att uttalandet gett nytt bränsle åt påståenden om finlandisering i Västeuropa. Kekkonen anses även ha velat se till att Virolainen inte skulle kunna kandidera i 1982 års presidentval. 
Virolainen ställde trots detta upp i presidentvalet, men drog sig i hög utsträckning tillbaka från politiken efter att ha förlorat mot Mauno Koivisto. År 1983 lämnade han riksdagen, men återvände 1987 för ytterligare en period; 1990 blev han därmed den ledamot som suttit längst tid i riksdagen. 
Från 1939 var Virolainen gift med undervisningsrådet Kaarina Päivölä; de skilde sig 1981. Han ingick då ett nytt äktenskap med Kyllikki Stenros, även hon ett välkänt ansikte i Finland som programledare i tv samt riksdagsledamot för Centerpartiet 1977–1979. Skilsmässan och det nya äktenskapet fick stor uppmärksamhet i pressen, och kan ha lett till minskat förtroende från delar av väljarkåren.
Virolainen avled i Lojo och är begravd vid Sankt Lars kyrka där.